# Guinea francesa
La Guinea francesa (del francés: Guinée française) fue una posesión colonial francesa en África Occidental. De sus fronteras, que fueron cambiando con el tiempo, en 1958 nació la nación independiente de Guinea.

## Historia
Guinea francesa fue creada el 17 de diciembre de 1891, teniendo las mismas fronteras que la colonia anterior de Rivières du Sud (1882-1891). Antes de 1882, las porciones costeras de la Guinea francesa formaban parte de la colonia francesa de Senegal. 
En 1891, Rivières du Sud fue puesta bajo control del teniente gobernador colonial en Dakar, que tenía autoridad sobre las regiones costeras francesas al este de Porto Novo (actual Benín). En 1894 Rivières du Sud, Costa de Marfil y Dahomey se separaron en colonias independientes, con Rivières du Sud siendo renombrada Colonia de Guinea Francesa.
En 1895, Guinea francesa se hizo una colonia dependiente, y su gobernador se convirtió de vicegobernador a Gobernador-General en Dakar. En 1904, fue integrada en el África Occidental Francesa. Guinea francesa, junto con Senegal, Dahomey, Costa de Marfil y Alto Senegal y Níger cada uno regido por un teniente gobernador, estaban bajo control del Gobernador General en Dakar.
Guinea francesa se convirtió en territorio de ultramar (TOM) a partir de la Constitución francesa del 27 de octubre de 1946.
El país se separó de Francia en 1958 con motivo de la independencia propugnada por el presidente Ahmed Sékou Touré mientras que los demás países de la AOF se independizaron en 1960. El general de Gaulle consideró esto una afrenta y la República de Guinea no se vio beneficiada de ninguna inversión francesa, y las instituciones fueron destruidas por funcionarios franceses antes de abandonar el país. Solo la URSS ayudó al presidente Sékou Touré.